# Auzat-la-Combelle
 Auzat-la-Combelle  (hasta 1998 Auzat-sur-Allier) es una población y comuna francesa, situada en la región de Auvernia, departamento de Puy-de-Dôme, en el distrito de Issoire y cantón de Jumeaux.
El río Allier la atraviesa: en la orilla derecha se encuentra Auzat y en la izquierda la Combelle.

## Demografía
| 3215 | 2910 | 2632 | 2468 | 2156 | 2044 |
| Para los censos de 1962 a 1999 la población legal corresponde a la población sin duplicidades (Fuente: INSEE [Consultar]) |      |      |      |      |      |